# Стремянниково
Стремянниково — деревня в Московской области России. Входит в Павлово-Посадский городской округ. Население — 85 чел. (2010).

## География
Деревня Стремянниково расположена в центральной части городского округа, примерно в 4 км к юго-востоку от города Павловский Посад. Высота над уровнем моря 132 м. Ближайшие населённые пункты — деревни Щекутово и Назарьево.

## История
В 1926 году деревня входила в Назаровский сельсовет Теренинской волости Орехово-Зуевского уезда Московской губернии.
С 1929 года — населённый пункт в составе Павлово-Посадского района Орехово-Зуевского округа Московской области, с 1930-го, в связи с упразднением округа, — в составе Павлово-Посадского района Московской области.
До муниципальной реформы 2006 года Стремянниково входило в состав Улитинского сельского округа Павлово-Посадского района.
В деревне имеется часовня.
С 2004 до 2017 гг. деревня входила в Улитинское сельское поселение Павлово-Посадского муниципального района.

## Население
В 1926 году в деревне проживало 289 человек (136 мужчин, 153 женщины), насчитывалось 51 хозяйств, из которых 48 было крестьянских. По переписи 2002 года — 90 человек (42 мужчины, 48 женщин).
| 1926 | 2002 | 2006 | 2010 |
| ---- | ---- | ---- | ---- |
| 289  | ↘90  | ↘73  | ↗85  |

## Известные уроженцы
- Глазунова, Валентина Анатольевна (1932—2012) — Герой Социалистического Труда.